# Вюст, Дитер
Ди́тер Вюст (нем. Dieter Wüest; род. около 1960) — швейцарский кёрлингист.
В составе мужской сборной Швейцарии бронзовый призёр чемпионата мира 1993 и чемпионата Европы 1987. В составе смешанной сборной Швейцарии бронзовый призёр чемпионата мира 2024. Чемпион Швейцарии среди мужчин и среди смешанных команд.
В «классическом» кёрлинге (команда из четырёх человек одного пола) играет на позиции четвёртого. Скип команды.

## Достижения
- Чемпионат мира по кёрлингу среди мужчин: бронза (1993).
- Чемпионат Европы по кёрлингу: бронза (1987).
- Чемпионат Швейцарии по кёрлингу среди мужчин: золото (1993).
- Чемпионат мира по кёрлингу среди смешанных команд: бронза (2024).
- Чемпионат Швейцарии по кёрлингу среди смешанных команд: золото (2002, 2024, 2025).
- Чемпионат Швейцарии по кёрлингу среди ветеранов: золото (2014, 2018, 2025), серебро (2022), бронза (2024).

## Команды
| Сезон                          | Четвёртый     | Третий         | Второй              | Первый         | Запасной                                      | Турниры                       |
| ------------------------------ | ------------- | -------------- | ------------------- | -------------- | --------------------------------------------- | ----------------------------- |
| 1987—88                        | Дитер Вюст    | Йенс Писберген | Петер Грендельмейер | Симон Рот      |                                               | ЧЕ 1986                       |
| 1992—93                        | Дитер Вюст    | Йенс Писберген | Петер Грендельмейер | Симон Рот      | Мартин Цюррер (ЧМ)                            | ЧШМ 1993 · ЧМ 1993            |
| 2017—18                        | Дитер Вюст    | Йенс Писберген | Мартин Цюррер       | Marc Syfrig    | Ernst Erb тренер: Ernst Erb                   | ЧМВ 2018 (5 место)            |
| 2018—19                        | Дитер Вюст    | Йенс Писберген | Мартин Цюррер       | Marc Syfrig    |                                               | [ 5 ]                         |
| 2023—24                        | Дитер Вюст    | Йенс Писберген | Ernst Erb           | Daniel Lüthi   | Marc Syfrig                                   | ЧШВ 2024                      |
| 2024—25                        | Дитер Вюст    | Йенс Писберген | Ernst Erb           | Daniel Lüthi   | Marc Syfrig (ЧМВ) тренер (ЧМВ): Мартин Цюррер | ЧШВ 2025 · ЧМВ 2025 (5 место) |
| Кёрлинг среди смешанных команд |               |                |                     |                |                                               |                               |
| 2001—02                        | Дитер Вюст    | Isabelle Wüest | Йенс Писберген      | Corinne Egloff | Brigitte Fischer                              | ЧШСК 2002                     |
| 2022—23                        | Ив Вагензейль | Нора Вюст      | Дитер Вюст          | Марион Вюст    |                                               | ЧШСК 2023 (5 место)           |
| 2023—24                        | Ив Вагензейль | Нора Вюст      | Дитер Вюст          | Марион Вюст    |                                               | ЧШСК 2024                     |
| 2024—25                        | Ив Вагензейль | Нора Вюст      | Дитер Вюст          | Марион Вюст    | тренер: Carola Wueest (ЧМСК)                  | ЧМСК 2024 · ЧШСК 2025         |

(скипы выделены полужирным шрифтом)

## Частная жизнь
Представитель семьи кёрлингистов: его дочь Нора Вюст является скипом женской клубной команды, в одной команде с Дитером выигрывала чемпионат Швейцарии среди смешанных команд и бронзовую медаль чемпионата мира в 2024 году; вместе с ними в смешанной команде на чемпионатах Швейцарии и мира играла другая дочь Дитера и сестра Норы, Марион Вюст; тренером смешанной команды была сестра-близнец Марион, Карола Вюст нем. Carola Wueest); жена Дитера и мать всех дочерей, Изабелла Вюст (нем. Isabelle Wüest) — также кёрлингистка, они с Дитером в смешанной команде выиграли чемпионат Швейцарии в 2022 году.